# Demi
Demi (stylizowany na D E M I) – czwarty solowy studyjny album amerykańskiej piosenkarki Demi Lovato wydany w Stanach Zjednoczonych 14 maja 2013 roku nakładem Hollywood Records. W pierwszym tygodniu sprzedaży, album trafił na 3. miejsce amerykańskiej listy przebojów Billboard 200 sprzedając się tam w 110 tysięcy egzemplarzy. Do tej pory płyta rozeszła się w nakładzie 500 tysięcy kopii w Stanach Zjednoczonych.

## Single
„Heart Attack” – pierwszy singiel, poprzedzający wydanie albumu, wydany 24 lutego 2013 roku. Utwór uzyskał pochlebne opinie krytyków muzycznych oraz odniósł duży komercyjny sukces. Na terenie Stanów Zjednoczonych, nagranie rozeszło się w nakładzie ponad 1,800,000 kopii uzyskując tam status podwójnej platynowej płyty. Singiel trafił na 10. miejsce notowania Billboard Hot 100, oprócz tego dotarł na 4 pozycje Billboard Pop Songs oraz 1. miejsce Billboard Dance/Club Songs. Prócz USA, odniósł duży sukces w Kanadzie (podwójna platynowa płyta), Danii (platynowa płyta), Wielkiej Brytanii (srebrna płyta), a także Nowej Zelandii, Meksyku, Australii i Szwecji (złota płyta). Teledysk do nagrania był pierwszym teledyskiem Lovato, który osiągnął ponad 406,000,000 wyświetleń. Jest obecnie najlepiej zarabiającym singlem artystki.
„Made in the USA” – nagranie wybrane na drugi singiel z albumu. 16 lipca 2013 roku utwór został wysłany do amerykańskich stacji radiowych, natomiast dzień później odbyła się premiera teledysku, który dodatkowo był reżyserskim debiutem Lovato. Singiel otrzymał głównie pozytywne recenzje i ostatecznie odniósł umiarkowany sukces komercyjny, trafiając na 80. miejsce Billboard Hot 100 oraz 40 pozycję w rankingu Billboard Pop Songs. Teledysk do tej pory osiągnął ponad 137,000,000 wyświetleń.
„Neon Lights” – trzeci singiel promujący płytę, wydany 19 listopada 2013 roku. Dwa dni później odbyła się premiera teledysku. Utwór uzyskał mieszane recenzje od krytyków muzycznych, jednak mimo tego odniósł sukces komercyjny. Nagranie dotarło na 36. miejsce Billboard Hot 100, a także 7. miejsce rankingu Billboard Pop Songs oraz 1. miejsce Billboard Dance/Club Songs. W Stanach piosenka osiągnęła status platynowej płyty. W Wielkiej Brytanii singiel zadebiutował na 15. miejscu oficjalnej listy przebojów, stając się trzecim (po Heart Attack i Skyscraper) najwyżej pozycjonowanym singlem Lovato w tym kraju. Dodatkowo singiel oficjalnie uzyskał status złotej płyty w Nowej Zelandii. Do tej pory klip do singla obejrzano ponad 176,000,000 razy.
„Really Don’t Care” (ft. Cher Lloyd) – czwarty singiel z albumu. Premiera w radiach odbyła się 20 maja 2014 roku. Utwór otrzymał pochlebne opinie od krytyków muzycznych. Do tej pory singiel zadebiutował na listach przebojów m.in.w Stanach, Australii, Nowej Zelandii oraz Wielkiej Brytanii. Teledysk do singla był kręcony 8 czerwca w czasie LA Pride Parade. Teledysk osiągnął ponad 162,000,000 wyświetleń.
„Nightingale” – do tego utworu został 24 grudnia 2014 wydany teledysk; był to prezent świąteczny dla fanów od Demi. Piosenka na razie bez żadnej promocji zaliczyła ponad 32,000,000 wyświetleń.

## Lista utworów
| Numer | Tytuł                                      | Czas |
| ----- | ------------------------------------------ | ---- |
| 1.    | "Heart Attack"                             | 3:31 |
| 2.    | "Made in the USA"                          | 3:16 |
| 3.    | "Without the Love"                         | 3:56 |
| 4.    | "Neon Lights"                              | 3:54 |
| 5.    | "Two Pieces"                               | 4:25 |
| 6.    | "Nightingale"                              | 3:41 |
| 7.    | "In Case"                                  | 3:30 |
| 8.    | "Really Don’t Care" (featuring Cher Lloyd) | 3:22 |
| 9.    | "Fire Starter"                             | 3:27 |
| 10.   | "Something That We’re Not"                 | 3:11 |
| 11.   | "Never Been Hurt"                          | 4:02 |
| 12.   | "Shouldn’t Come Back"                      | 3:52 |
| 13.   | "Warrior"                                  | 3:51 |

## Reedycja
Reedycja albumu ukazała się 1 grudnia 2014. Znajduje się na niej 7 dodatkowych ścieżek w tym "Up" z Ollym Mursem i "Let It Go" ze ścieżki dźwiękowej do filmu "Kraina Lodu". Singlem promującym reedycję został utwór "I Hate You, Don't Leave Me".

### Lista utworów
| Numer | Tytuł                                                                                            | Czas |
| ----- | ------------------------------------------------------------------------------------------------ | ---- |
| 1.    | "Heart Attack"                                                                                   | 3:31 |
| 2.    | "Made in the USA"                                                                                | 3:16 |
| 3.    | "Without the Love"                                                                               | 3:56 |
| 4.    | "Neon Lights"                                                                                    | 3:54 |
| 5.    | "Two Pieces"                                                                                     | 4:25 |
| 6.    | "Nightingale"                                                                                    | 3:41 |
| 7.    | "In Case"                                                                                        | 3:30 |
| 8.    | "Really Don’t Care" (featuring Cher Lloyd)                                                       | 3:22 |
| 9.    | "Fire Starter"                                                                                   | 3:27 |
| 10.   | "Something That We’re Not"                                                                       | 3:11 |
| 11.   | "Never Been Hurt"                                                                                | 4:02 |
| 12.   | "Shouldn’t Come Back"                                                                            | 3:52 |
| 13.   | "Warrior"                                                                                        | 3:51 |
| 14.   | "Up" (z Ollym Mursem)                                                                            | 3:44 |
| 15.   | "I Hate You, Don't Leave Me"                                                                     | 3:33 |
| 16.   | "Let It Go" (Single Version)"                                                                    | 3:45 |
| 17.   | "Give Me Love" (Live at the Capital FM Studios in London, UK / May 30, 2014)" (Ed Sheeran Cover) | 4:56 |
| 18.   | "Nightingale (Live from Honda Center/Anaheim, CA/2014)"                                          | 3:36 |
| 19.   | "Neon Lights (Live from Honda Center/Anaheim, CA/2014)"                                          | 4:22 |
| 20.   | "Really Don’t Care (Live from Honda Center/Anaheim, CA/2014)"                                    | 3:31 |

## Listy przebojów i certyfikaty

### Listy przebojów
| Lista przebojów (2013)           | Najwyższa pozycja |
| -------------------------------- | ----------------- |
| Australian Albums Chart          | 14                |
| Argentinian Albums Chart         | 6                 |
| Austrian Albums Chart            | 38                |
| Belgian Albums Chart (Flanders)) | 1                 |
| Belgian Albums Chart (Wallonia)  | 53                |
| Brazylia (Billboard)             | 3                 |
| Canadian Albums Chart            | 1                 |
| Croatian Foreign Albums          | 7                 |
| Czech Albums Chart               | 26                |
| Danish Albums Chart              | 7                 |
| Dutch Albums Chart               | 17                |
| Finnish Albums Chart             | 48                |
| French Albums Chart              | 89                |
| German Album Charts              | 39                |
| Greek Albums Chart               | 12                |
| Irish Albums Chart               | 5                 |
| Italian Albums Chart             | 4                 |
| Japanese Albums Chart            | 206               |
| Mexican Albums Chart             | 2                 |
| New Zealand Albums Chart         | 7                 |
| Norwegian Albums Chart           | 4                 |
| Polish Albums Chart              | 45                |
| Portuguese Albums Chart          | 15                |
| Scottish Albums Chart            | 7                 |
| Spanish Albums Chart             | 3                 |
| Swedish Albums Chart             | 36                |
| Swiss Albums Chart               | 36                |
| Taiwanese Albums Chart           | 5                 |
| UK Albums Chart                  | 10                |
| US Billboard 200                 | 3                 |

| Lista przebojów(2013)           | Pozycja |
| ------------------------------- | ------- |
| Belgian Albums Chart (Flanders) | 105     |
| Brazilian Albums Chart          | 13      |
| Italian Albums Chart            | 97      |
| Mexican Albums Chart            | 53      |
| US Billboard 200                | 94      |

| Kraj                  | Certyfikat | Sprzedaż |
| --------------------- | ---------- | -------- |
| Argentyna (CAPIF)     | Złoto      | 20,000+  |
| Brazylia (ABPD)       | 3xPlatyna  | 120,000+ |
| Kanada (Music Canada) | Złoto      | 40,000+  |
| Kolumbia (ASINCOL)    | Złoto      | 5,000+   |
| Meksyk (AMPROFON)     | Złoto      | 30,000+  |

## Neon Lights Tour
27 września 2013 roku, Lovato zapowiedziała trasę koncertową promującą album "Demi" - Neon Lights Tour. Daty koncertów ogłoszone do tej pory obejmują Amerykę Północną i Południową. Trasa rozpoczęła się 9 lutego 2014 roku w Vancouver na Rogers Arenie. Ostatni zapowiedziany do tej pory koncert odbędzie się 17 maja 2014 roku w Monterrey na Monterrey Arenie.

### Support
- Fifth Harmony: (9 lutego – 30 marca 2014)
- Collins Key: (9 lutego – 30 marca 2014)
- Cole Plante: (9 lutego – 30 marca 2014)
- Little Mix: (9 lutego – 18 marca 2014)
- Daniella Mason: (4 marca 2014)
- Cher Lloyd: (20 marca – 30 marca 2014)
- The Rosso Sisters: (22 kwietnia – 17 maja 2014)

### Setlista
1. Heart Attack
2. Remember December
3. Fire Starter
4. The Middle
5. Really Don’t Care
6. Stop the World
7. Catch Me
8. Here We Go Again
9. Made in the USA
10. Nightingale
11. Two Pieces
12. Warrior
13. Let It Go
14. Don't Forget
15. Video zawierające fragmenty teledysków do singli Get Back, This Is Me, La La Land i Here We Go Again
16. Got Dynamite
17. Unbroken
18. Neon Lights
19. Skyscraper
20. Give Your Heart a Break

### Daty koncertów
| Data               | Miasto          | Kraj              | Obiekt                            | Support                   | Bilety sprzedane / Wszystkie bilety | Przychody  |
| ------------------ | --------------- | ----------------- | --------------------------------- | ------------------------- | ----------------------------------- | ---------- |
| Ameryka Północna   |                 |                   |                                   |                           |                                     |            |
| 9 lutego 2014      | Vancouver       | Kanada            | Rogers Arena                      | Fifth Harmony Little Mix  |                                     |            |
| 11 lutego 2014     | San Jose        | Stany Zjednoczone | SAP Center                        | Fifth Harmony Little Mix  |                                     |            |
| 13 lutego 2014     | Anaheim         | Stany Zjednoczone | Honda Center                      | Fifth Harmony Little Mix  | 12 856 / 12 856                     | $526 277   |
| 15 lutego 2014     | Glendale        | Stany Zjednoczone | Jobing.com Arena                  | Fifth Harmony Little Mix  |                                     |            |
| 17 lutego 2014     | Grand Prairie   | Stany Zjednoczone | Verizon Theatre                   | Fifth Harmony Little Mix  |                                     |            |
| 19 lutego 2014     | Houston         | Stany Zjednoczone | Toyota Center                     | Fifth Harmony Little Mix  | 6799 / 6799                         | $369 306   |
| 21 lutego 2014     | Atlanta         | Stany Zjednoczone | Philips Arena                     | Fifth Harmony Little Mix  | 8813 / 8813                         | $400 275   |
| 23 lutego 2014     | Charlotte       | Stany Zjednoczone | Time Warner Cable Arena           | Fifth Harmony Little Mix  |                                     |            |
| 25 lutego 2014     | Sunrise         | Stany Zjednoczone | BB&T Center                       | Fifth Harmony Little Mix  |                                     |            |
| 26 lutego 2014     | Tampa           | Stany Zjednoczone | Tampa Bay Times Forum             | Fifth Harmony Little Mix  |                                     |            |
| 1 marca 2014       | Camden          | Stany Zjednoczone | Susquehanna Bank Center           | Fifth Harmony Little Mix  |                                     |            |
| 2 marca 2014       | Fairfax         | Stany Zjednoczone | Patriot Center                    | Fifth Harmony Little Mix  | 7123 / 8525                         | $357 973   |
| 4 marca 2014       | Bethlehem       | Stany Zjednoczone | Sands Event Center                | Daniella Mason Little Mix |                                     |            |
| 5 marca 2014       | Worcester       | Stany Zjednoczone | DCU Center                        | Fifth Harmony Little Mix  |                                     |            |
| 7 marca 2014       | East Rutherford | Stany Zjednoczone | IZOD Center                       | Fifth Harmony Little Mix  |                                     |            |
| 8 marca 2014       | Wallingford     | Stany Zjednoczone | Oakdale Theater                   | Fifth Harmony Little Mix  |                                     |            |
| 9 marca 2014       | Wallingford     | Stany Zjednoczone | Oakdale Theater                   | Fifth Harmony Little Mix  |                                     |            |
| 11 marca 2014      | Uniondale       | Stany Zjednoczone | Nassau Veterans Memorial Coliseum | Fifth Harmony Little Mix  |                                     |            |
| 13 marca 2014      | Auburn Hills    | Stany Zjednoczone | The Palace of Auburn Hills        | Fifth Harmony Little Mix  |                                     |            |
| 14 marca 2014      | Rosemont        | Stany Zjednoczone | Allstate Arena                    | Fifth Harmony Little Mix  |                                     |            |
| 16 marca 2014      | Omaha           | Stany Zjednoczone | CenturyLink Center Omaha          | Fifth Harmony Little Mix  |                                     |            |
| 18 marca 2014      | Saint Paul      | Stany Zjednoczone | Xcel Energy Center                | Fifth Harmony Little Mix  |                                     |            |
| 20 marca 2014      | Saint Louis     | Stany Zjednoczone | Chaifetz Arena                    | Fifth Harmony Cher Lloyd  |                                     |            |
| 22 marca 2014      | Columbus        | Stany Zjednoczone | Nationwide Arena                  | Fifth Harmony Cher Lloyd  |                                     |            |
| 23 marca 2014      | Grand Rapids    | Stany Zjednoczone | Van Andel Arena                   | Fifth Harmony Cher Lloyd  | 5072 / 5342                         | $264 360   |
| 26 marca 2014      | Toronto         | Kanada            | Air Canada Centre                 | Fifth Harmony Cher Lloyd  |                                     |            |
| 27 marca 2014      | Cleveland       | Stany Zjednoczone | Quicken Loans Arena               | Fifth Harmony Cher Lloyd  |                                     |            |
| 29 marca 2014      | Nashville       | Stany Zjednoczone | Bridgestone Arena                 | Fifth Harmony Cher Lloyd  | 7256 / 7256                         | $352 432   |
| 30 marca 2014      | Indianapolis    | Stany Zjednoczone | Bankers Life Fieldhouse           | Fifth Harmony Cher Lloyd  |                                     |            |
| Ameryka Południowa |                 |                   |                                   |                           |                                     |            |
| 22 kwietnia 2014   | São Paulo       | Brazylia          | Citibank Hall                     | The Rosso Sisters         | 20 125 / 20 125                     | $1 472 530 |
| 24 kwietnia 2014   | São Paulo       | Brazylia          | Citibank Hall                     | The Rosso Sisters         | 20 125 / 20 125                     | $1 472 530 |
| 25 kwietnia 2014   | São Paulo       | Brazylia          | Citibank Hall                     | The Rosso Sisters         | 20 125 / 20 125                     | $1 472 530 |
| 27 kwietnia 2014   | Rio de Janeiro  | Brazylia          | Citibank Hall                     | The Rosso Sisters         | 15 911 / 16 382                     | $1 104 220 |
| 28 kwietnia 2014   | Rio de Janeiro  | Brazylia          | Citibank Hall                     | The Rosso Sisters         | 15 911 / 16 382                     | $1 104 220 |
| 30 kwietnia 2014   | Brasília        | Brazylia          | NET Live Brasilia                 | The Rosso Sisters         | 5733 / 5733                         | $456 132   |
| 1 maja 2014        | Belo Horizonte  | Brazylia          | Chevrolet Hall                    | The Rosso Sisters         |                                     |            |
| 3 maja 2014        | Porto Alegre    | Brazylia          | Pepsi On Stage                    | The Rosso Sisters         |                                     |            |
| 6 maja 2014        | Buenos Aires    | Argentyna         | Luna Park                         | The Rosso Sisters         |                                     |            |
| 8 maja 2014        | Santiago        | Chile             | Movistar Arena                    | The Rosso Sisters         |                                     |            |
| 10 maja 2014       | Guayaquil       | Ekwador           | Plaza Lagos                       | The Rosso Sisters         |                                     |            |
| Ameryka Północna   |                 |                   |                                   |                           |                                     |            |
| 16 maja 2014       | Meksyk          | Meksyk            | Mexico City Arena                 | The Rosso Sisters         |                                     |            |
| 17 maja 2014       | Monterrey       | Meksyk            | Monterrey Arena                   | The Rosso Sisters         |                                     |            |
| Europa             |                 |                   |                                   |                           |                                     |            |
| 1 czerwca 2014     | Londyn          | Anglia            | KOKO                              |                           |                                     |            |
| Razem              | Razem           | Razem             | Razem                             | Razem                     | 89 688 / 91 831 (98%)               | $5 303 505 |

## Daty wydania
| Kraj              | Data         | Format               | Wytwórnia             |
| ----------------- | ------------ | -------------------- | --------------------- |
| Australia         | 10 maja 2013 | CD, Digital download | Hollywood Records     |
| Nowa Zelandia     | 10 maja 2013 | CD, Digital download | Hollywood Records     |
| Belgia            | 10 maja 2013 | CD, Digital download | Universal Music Group |
| Holandia          | 10 maja 2013 | CD, Digital download | Universal Music Group |
| Włochy            | 13 maja 2013 | CD, Digital download | Universal Music Group |
| Norwegia          | 13 maja 2013 | CD, Digital download | Universal Music Group |
| Brazylia          | 13 maja 2013 | CD, Digital download | Hollywood Records     |
| Hongkong          | 13 maja 2013 | CD, Digital download | Hollywood Records     |
| Indie             | 13 maja 2013 | CD, Digital download | Hollywood Records     |
| Singapur          | 13 maja 2013 | CD, Digital download | Hollywood Records     |
| Stany Zjednoczone | 14 maja 2013 | CD, Digital download | Hollywood Records     |
| Kanada            | 14 maja 2013 | CD, Digital download | Hollywood Records     |
| Irlandia          | 17 maja 2013 | CD, Digital download | Universal Music Group |
| Wielka Brytania   | 20 maja 2013 | CD, Digital download | Universal Music Group |
| Polska            | 21 maja 2013 | CD, Digital download | Universal Music Group |
| Niemcy            | 31 maja 2013 | CD, Digital download | Universal Music Group |